# Mistrzostwa NCAA Division I w Zapasach w 1941
Mistrzostwa NCAA Division I w zapasach rozgrywane były w Bethlehem w dniach 21–22 marca 1941 roku. Zawody odbyły się w Taylor Gymnasium, na terenie Lehigh University.

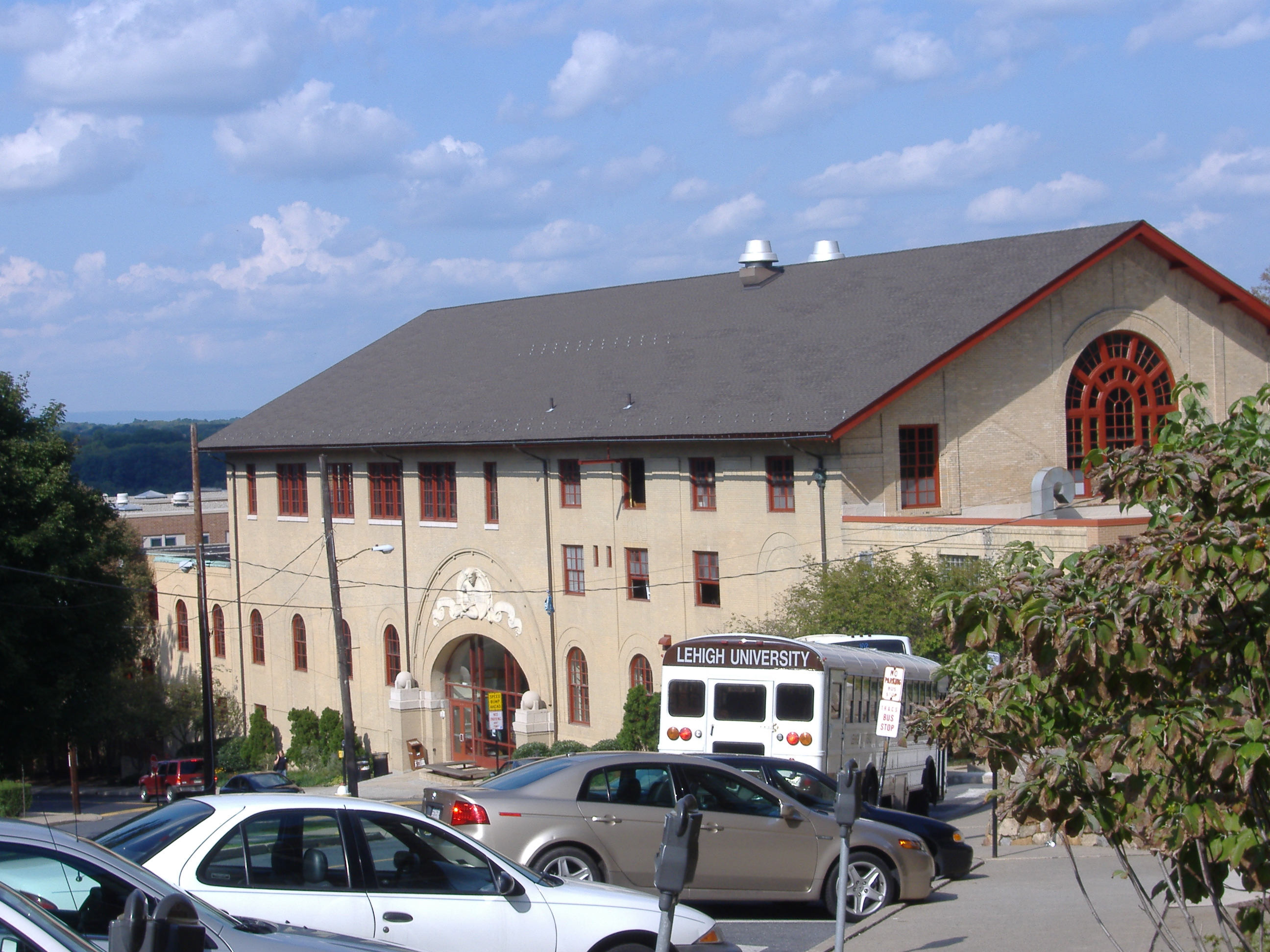
Taylor Gymnasium

- Outstanding Wrestler – Al Whitehurst

## Wyniki

### Drużynowo
| Kolejność | Szkoła                    | Zespół         |
| --------- | ------------------------- | -------------- |
| 1.        | Oklahoma State University | Cowboys        |
| 2.        | Michigan State University | Spartans       |
| 3.        | University of Minnesota   | Golden Gophers |
| 4.        | Yale University           | Bulldogs       |

### All American

#### 121 lb
| Lp. | Zawodnik        | Szkoła            |
| --- | --------------- | ----------------- |
| 1.  | Merle Jennings  | Michigan State    |
| 2.  | Calvin Mehlhorn | Oklahoma State    |
| 3.  | Bill Sherman    | Iowa              |
| 4.  | Charles Parks   | Appalachian State |

#### 128 lb
| Lp. | Zawodnik        | Szkoła         |
| --- | --------------- | -------------- |
| 1.  | Burl Jennings   | Michigan State |
| 2.  | Mike Slepecky   | Kent State     |
| 3.  | Dillard Talbutt | Oklahoma State |
| 4.  | Loy Julius      | Iowa           |

#### 136 lb
| Lp. | Zawodnik      | Szkoła         |
| --- | ------------- | -------------- |
| 1.  | Al Whitehurst | Oklahoma State |
| 2.  | Bill Maxwell  | Michigan State |
| 3.  | Frank Gleason | Penn State     |
| 4.  | John Castles  | Yale           |

#### 145 lb
| Lp. | Zawodnik       | Szkoła              |
| --- | -------------- | ------------------- |
| 1.  | David Arndt    | Oklahoma State      |
| 2.  | Vernon Hassman | Northern Iowa       |
| 3.  | Al Schacheman  | Franklin & Marshall |
| 4.  | Al Janesko     | Minnesota           |

#### 155 lb
| Lp. | Zawodnik        | Szkoła         |
| --- | --------------- | -------------- |
| 1.  | Earl van Bebber | Oklahoma State |
| 2.  | Leland Porter   | Kansas State   |
| 3.  | Ted Seabrooke   | Illinois       |
| 4.  | Frank Osinski   | Temple         |

#### 165 lb
| Lp. | Zawodnik       | Szkoła         |
| --- | -------------- | -------------- |
| 1.  | Virgil Smith   | Oklahoma State |
| 2.  | John Roberts   | Wisconsin      |
| 3.  | Charles Hutson | Michigan State |
| 4.  | Sam Linn       | Iowa State     |

#### 175 lb
| Lp. | Zawodnik       | Szkoła            |
| --- | -------------- | ----------------- |
| 1.  | Dick DiBatista | Pennsylvania      |
| 2.  | Al Crawford    | Appalachian State |
| 3.  | James Galles   | Michigan          |
| 4.  | Earl Hager     | Wisconsin         |

#### UNL
| Lp. | Zawodnik      | Szkoła         |
| --- | ------------- | -------------- |
| 1.  | Leonard Levy  | Minnesota      |
| 2.  | Larry Pickett | Yale           |
| 3.  | Loyd Arms     | Oklahoma State |
| 4.  | John Thomas   | Lafayette      |